# Escultura coreana

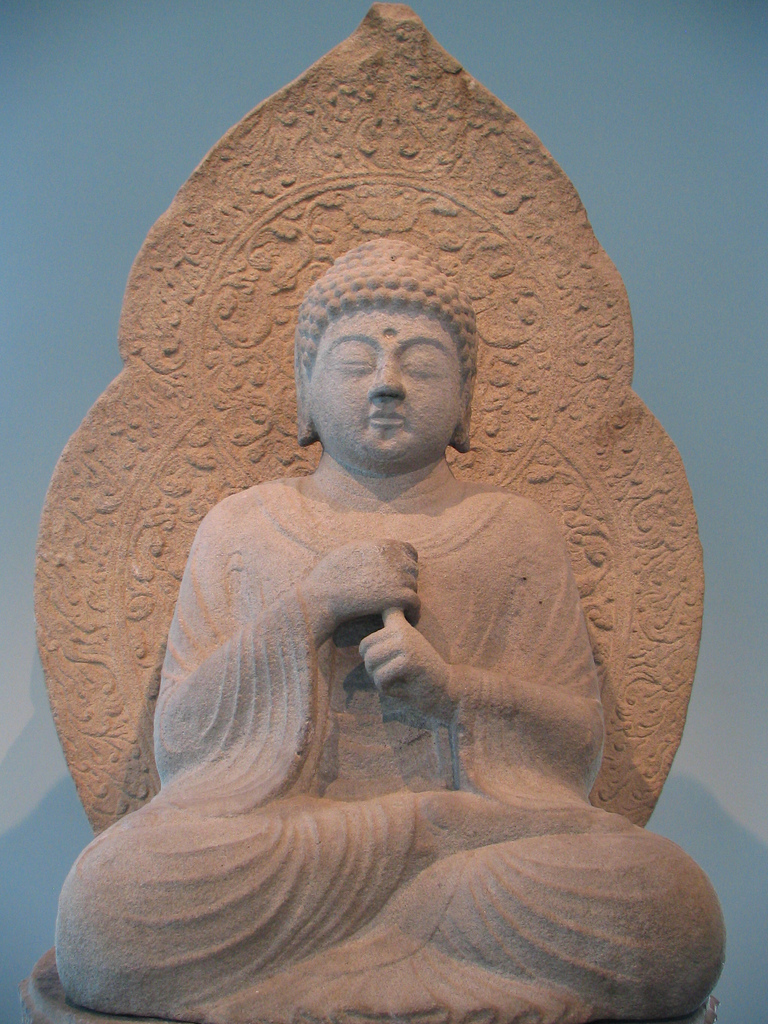
Uma escultura budista da dinastia Silla, século IX depois de Cristo.

A escultura coreana tem uma longa história, tendo sido exportada para o exterior, principalmente para o Japão (durante o período Baekje), onde esculturas budistas coreanas ainda existem. As principais esculturas coreanas eram feitas em em pedra, cerâmica e madeira, sendo que algumas esculturas de menor porte foram feitas em jade, ouro e outros metais. Seu período de ouro foi durante a era da arte budista coreana.